# 紀弓張
紀 弓張（き の ゆみはり、生没年不詳）は、飛鳥時代の人物。姓は朝臣。冠位は直広肆。

## 経歴
朱鳥元年（686年）天武天皇の殯宮で、刑官（刑部省）について誄（弔辞）を述べた直広参・当麻智徳に次いで、弓張は民官（民部省）について誄を述べた。
持統天皇6年（692年）伊勢行幸が行われた際、浄広肆・広瀬王や直広参・当麻智徳らとともに、飛鳥浄御原宮の留守官に任ぜられている。

## 官歴
『日本書紀』による。
- 朱鳥元年（686年） 9月29日：見直広肆
- 持統天皇6年（692年） 3月3日：留守官

## 系譜
- 父：不詳
- 母：不詳
- 生母不詳の子女
  - 男子：紀佐比物[2]